# Anshuman Gaekwad
Anshuman Dattajirao Gaekwad, né le 23 septembre 1952 à Bombay et mort le 31 juillet 2024, est un joueur indien de cricket et entraîneur.

## Biographie
Anshuman Dattajirao Gaekwad naît le 23 septembre 1952 à Bombay.
Il fait ses débuts sous le maillot de l'Inde en 1974.
Au cours d'une carrière qui s'étend sur 12 ans, il joue 40 tests et 15 ODI.
Il meurt le 31 juillet 2024, à 71 ans après une longue bataille contre un cancer.